# Adjutantenritte
Adjutantenritte und andere Gedichte ist der Titel des ersten Gedichtbands des deutschen Dichters Detlev von Liliencron. Er erschien 1883 im Wilhelm Friedrich Verlag. Die Sammlung erneuerte die deutsche Lyrik um die Jahrhundertwende durch den Import des französischen Symbolismus, besonders der Lyrik Charles Baudelaires, wie die Umordnung der klassischen und romantischen deutschen Lyrik ungemein. Die Abkehr vom romantisierenden Epigonentum seiner Epoche wirkte auf so unterschiedliche nachfolgende Dichter wie Stefan George, Hugo von Hofmannsthal, Rainer Maria Rilke, Gottfried Benn oder Kurt Tucholsky. Liliencron, der sich selbst nicht zur naturalistischen Avantgarde gezählt hatte, erfüllte ihren Anspruch.

## Inhalt
Das eröffnende Gedicht Der Gouverneur zeigt bereits die formalen Erneuerungen, so der Einsatz gewagter Reime („Tamerlan“ auf die Wortneuschöpfung „Beulenbahn“, die Hundeblume auf das romantisierende „Wehtume“, „Sterne“ auf das Fremdwort „Subalterne“), der Gebrauch von Umgangssprache „keck“, Onomatopoesie („Bumm und Tusch“), Redewendungen („Grün vor Schreck“, „Cherchez la femme“, „nach der Schnur“) und eines prosaischen Tonfalls als Absage am romantisierenden Liedergut zeitgenössischer Dichter wie Emannuel Geibel. Die Abkehr vom Idealismus zugunsten einer perspektivischen Darstellung der Wirklichkeit sowie die sensualistische Hervorhebung der Eindrücke lassen die Gedichte dem Impressionismus zugehörig erscheinen. Durch den Gebrauch der Montage wie traditioneller Strophenformen, besonders Stanzen und Vierzeiler, antizipieren sie im Spiel mit traditionellen Formen die Lyrik der Moderne.
Ein inhaltliches Zugeständnis an die Vormoderne ist hingegen die Flucht in den Augenblick, zumeist im Schmetterlingsflug symbolisiert oder als Ausblick in die Natur. Die adelige Abkunft wie das militärische Vorleben des Dichters als Offizier prägen die thematische Gestaltung der Gedichte, wobei neben klassischen Gattungen, besonders die Liebes- und Naturlyrik, auch die Großstadtlyrik (Abseits und In einer großen Stadt) Anwendung findet. Gemeinsam mit dem ironischen Ton in den Gedichten, setzte sich der Band von der naturalistischen Gesellschaftskritik wie dem romantisierenden Idealismus der Zeit ab. Neben den beiden Großstadtgedichten sind es Liebesgedichte wie Einen Sommer lang oder das Naturgedicht, welche von bleibender Wirkung sind.

### Rezeption
In seinem Erstling erschienen bereits gewichtige Gedichte der deutschen Lyrik. Darunter die Großstadtgedichte In einer großen Stadt und Am Broadway, das Liebesgedicht Einen Sommer lang und Dorfkirche im Sommer. Gerade die frühen Gedichte enthielten durch ihre formalen und inhaltlichen Erneuerungen zahlreiche Anregungen für die nachfolgenden Dichter bereit. Der Band zeigte trotz der aristokratischen Autorenrolle des Dichters und seiner Weigerung überhaupt einer Mode oder gar Avantgarde anzugehören, der Lyrik seiner Zeit einen Ausblick aus der spätromantischen und realistischen Lyrik des 19. Jahrhunderts auf. Unter der Kritik Liliencrons Gedichte befand sein Zeitgenosse Otto Julius Bierbaum über von Liliencron enthusiastisch: „dieser Erste unserer realistischen Lyriker, dieser Größeste unter allen deutschen Lyrikern unserer Zeit“, welcher der jüngeren Generation als Maßstab gelten solle.
Stefan Georges eigene Ausgabe der Adjutantenritte weist nach Thomas Karlauf zahlreiche Unterstreichungen auf, obgleich Claude David angemerkt hat, dass Liliencron George „nur einen letzten Nachhall der Tradition bieten [haben könne], eine liebenswürdige, anmutige Poesie, einen leichten Pessimismus ohne Tragik“. Die thematische Breite in Liliencrons Lyrik, der Gebrauch von Ironie und Humor, und die Technik der Montage sowie die Inszenierung potenter, zumal kriegerischer Männlichkeit wie die aristokratische Autorenrolle unterscheiden den älteren Dichter vom Symbolisten. Dennoch stellt Liliencron ein Bindeglied zwischen Meyer und George dar, wie seine späteren symbolischen Gedichte deutlicher zeigen. Die stärksten Einflüsse auf Georges frühe Dichtung vor allem im Gebrauch von Fremdwörtern und Fachtermini als Prunkworte wie dem Vorzug der Metrik gegenüber der naturalistischen Langzeile, stammen von Liliencron. Trotz Georges später kritische wie polemische Auseinandersetzung mit Liliencrons Werk, weisen gerade die frühen Gedichtbände Fibel und Von einer Reise mit ihren ungezwungenen Melodien und den dankbaren Reimen auf Liliencron hin.
Der übermäßige Gebrauch von Anaphern und Alliterationen wie die assoziative Schreibweise mit Aneinanderreihungen übte einen starken formalen Einfluss auf Rilke aus, welcher 1898 unter anderem auf Liliencron das Gedicht Detlev von Liliencron verfasste und mit der Ästhetisierung der Innenwelt als Resonanzraum für äußere
Wahrnehmungen wie dem Vorzug von Traumgebilde gegenüber der dinglichen Wirklichkeit an Liliencron direkt anschloss.
Hugh Ridley konnte nachweisen, dass Gottfried Benn, der sich später von seinem frühen Vorbild Liliencron ironisch-distanzierend mit den Worten „Damals war Liliencron mein Gott, ich schrieb ihm eine Ansichtskarte“ verneigte, in seinem frühen Gedicht Durchs Erlenholz kam sie entlang gestrichen als Vorbild Liliencrons Waldschnepfenjagd nahm und neben dem Sprechgesang und der saloppen Ausdrucksweise, anders als George und Rilke, erstmals die Montage als formale Erneuerung rezipierte.
Tucholskys Gedichte Memento und Wetterhäuschen aus dem Band Fromme Gesänge weisen ebenfalls im teils exzessiven Gebrauch von Fremdwörtern, der Montage und einer krachenden Ironie sowie durch intertextuelle Bezüge entgegen der inhaltlichen Verurteilung des Krieges auf die Lektüre des Gedichtes Kleine Ballade aus Liliencrons Erstlingswerk als Vorlage hin. „Mit dessen Augen sieht man die Welt. Aber da hats auch gebrannt, dass die Funken stoben“, hatte er sich in einem Brief anerkennend über den Dichter geäußert.
Wenngleich die Adjutantenritte nicht zu den großen Lyrikbänden der deutschen Dichtung, vergleichbar Goethes West-östlicher Divan, Heines Buch der Lieder, Georges Das Jahr der Seele oder Rilkes Duineser Elegien, später Brechts Hauspostille und Cleans Mohn und Gedächtnis zählen, stellt der Band aufgrund seiner Rezeptionsgeschichte eine bedeutende Wegmarke in der deutschen Lyrik dar.
Einige Gedichte wurden vertont, darunter das Prosagedicht Auf dem Kirchhofe, so das Op 105 Nr. 4 von Johannes Brahms.

### Textausgaben
- Detlev Freiherr von Liliencron: Adjutantenritte und andere Gedichte. Verlag von Wilhelm Friedrich, Leipzig, 1883.
- Detlev Freiherr von Liliencron: Adjutantenritte und andere Gedichte. Schuster und Loeffler, Berlin und Leipzig 1898.
- Detlev Freiherr von Liliencron: Adjutantenritte und andere Gedichte. DVA, Stuttgart 1924.

### Sekundärliteratur
- Johannes Elema: Stil und poetischer Charakter bei Detlev von Liliencron. H.J. Paris, Amsterdam 1937, S. 55.